# Ana de Castro Osório
Ana de Castro Osório (Mangualde, 18 de junio de 1872 — Lisboa, 23 de marzo de 1935) fue una escritora dedicada especialmente a la literatura infantil, editora, periodista, pedagoga, feminista y activista republicana portuguesa.

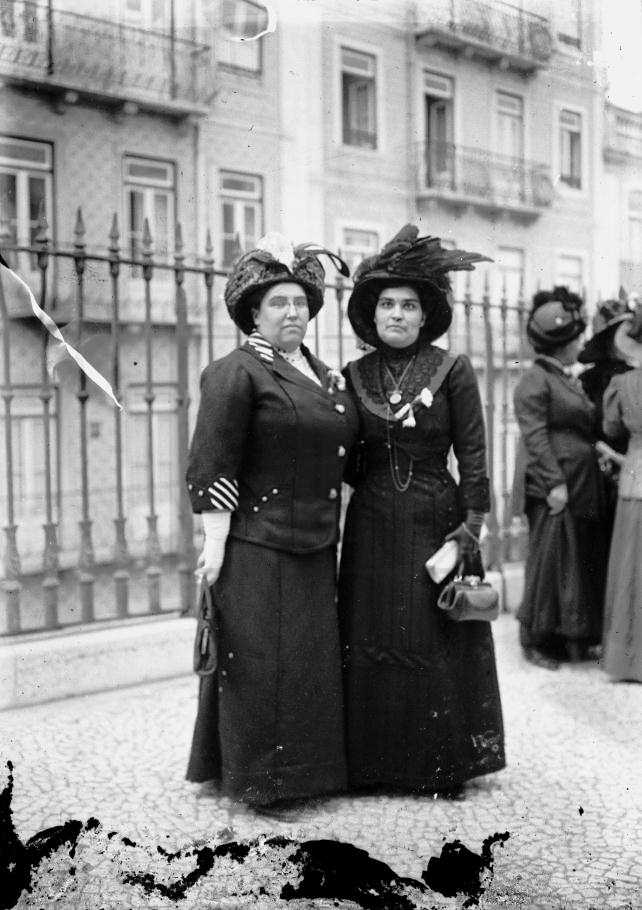
La entonces presidenta de la Liga de sufragistas portuguesas, Ana de Castro Osório (izquierda), junto a Carolina Beatriz Ângelo (derecha), primera mujer en poseer el derecho al voto en Portugal (1911).

## Biografía
Hija del juez y bibliógrafo João Baptista de Castro y de Mariana Osório de Castro Cabral y Albuquerque, Ana de Castro Osório fue pionera en Portugal en la lucha por la igualdad de los derechos del hombre y la mujer. 
En 1895 su familia entera se mudó a Setúbal, en donde inició su trayectoria de escritora, teniendo 23 años. Se casó el 10 de marzo de 1898, en la Iglesia de Nossa Senhora da Anunciada, con el poeta Francisco Paulino Gomes de Oliveira, miembro del Partido Republicano Portugués. De ese matrimonio nacieron sus hijos João de Castro Osório y Oliveira (1899-1970), que se dedicara a las letras y de adulto como doctrinador político conservador en la década de 1920, y José Osório de Castro y Oliveira (1900-1964), que se desempeñó como escritor. Ana de Castro Osório se acercó a la ideología de su marido, teniendo, después de la instauración de la República, colaboración con el ministro de Justicia Afonso Costa, en la elaboración de la Ley de divorcio.
En 1911, al ser nombrado Paulino de Oliveira como cónsul de Portugal en São Paulo, Ana pasó a residir a Brasil, en donde se mantuvo hasta la muerte de su marido, en marzo de 1914, víctima de la tuberculosis. De regreso a Portugal, fijó su residencia en Lisboa, en la casa donde vivía su familia. A partir de ese momento comenzó a escribir respecto a la intervención de Portugal en la Primera Guerra Mundial, manteniendo una postura defensiva de la misma.
Ana de Castro Osório falleció en Lisboa el 23 de marzo de 1935, a los 62 años.

## Pionera feminista, literaria y masónica en Portugal
Castro Osório escribió en 1905 Às Mulheres Portuguesas, el primer manifiesto feminista portugués.
En 1915 fue escogida como delegada de la Cámara Municipal de Cuba en el Congreso Municipalista de Évora, en donde presentó su tesis La Mujer en la Agricultura, en las Industrias Regionales y en la Administración Municipal. Al año siguiente fue nombrada por el ministro de Trabajo de Portugal, António Maria da Silva, como Subinspectora de los Trabajos Técnicos Femeninos.
Fue una de las fundadoras de: Grupo Português de Estudos Feministas en 1907, de la Liga Republicana das Mulheres Portuguesas en 1909, de la Associação de Propaganda Feminista en 1912, de la Comissão Feminina «Pela Pátria» en 1916, a partir de la cual se formó, en el mismo año, la Cruzada das Mulheres Portuguesas.
Castro Osório, sensibilizada por la obra pedagógica de compatriotas feministas como Alice Pestana, dedicó parte de su vida a la literatura infantil. Destaca su serie de cuentos infantiles Para as crianças que publicó entre 1897 y 1935, en Setúbal, en fascículos.
Fue miembro de la obediencia masónica Grande Oriente Lusitano. y de la Orden Masónica Mixta Internacional "Le Droit Humain" - El Derecho Humano.

## Algunas obras

### Literatura infantil
- En la colección "Para as crianças":
  - Contos tradicionais portugueses, 10 volúmenes
  - Contos de Grimm (traducción del alemán)
  - Alma infantil
  - Animais, 1903
  - Boas crianças
  - Histórias escolhidas (traducción del alemán)

#### Teatro Infantil
- - A comédia da Lili, 1903
  - Um sermão do sr. Cura, 1907

### Narrativa
- Infelizes: histórias vividas, 1892
- Quatro Novelas, 1908
- Ambições: romance. Lisboa, Guimarães Libânio, 1903.[4]
- Bem prega Frei Tomás (comedia), 1905

### Ensayo
- En "A Bem da Pátria"
  - As mães devem amamentar seus filhos
  - A educação da criança pela mulher
- A Grande Aliança: A Minha Propaganda no Brasil. Lisboa: Ed. Lusitania, 1890.[5]
- A Garrett no seu primeiro centenário, 1899
- A nossa homenagem a Bocage, 1905
- A minha Pátria
- A mulher no casamento e no divórcio, 1911.[6]
- Às mulheres portuguesas. Lisboa: Viúva Tavares Cardoso, 1905.[7]